# Ковалевка (Днепропетровская область)
Ковалевка (укр. Ковалівка) — село,
Кудашевский сельский совет,
Криничанский район,
Днепропетровская область,
Украина.
Код КОАТУУ — 1222083505. Население по переписи 2001 года составляло 140 человек.

## Географическое положение
Село Ковалевка примыкает к селу Кудашевка,
на расстоянии в 1 км находится село Новожитловка.
Рядом проходят автомобильная дорога Т-0432 и
железная дорога, станция Кудашевка в 1,5 км.